# Initiative populaire « pour des naturalisations démocratiques »
L'initiative populaire  « Pour des naturalisations démocratiques » est une initiative populaire fédérale suisse, rejetée par le peuple et les cantons le 1er juin 2008. L’initiative avait pour but de définir l’acquisition de la nationalité suisse comme un acte politique, contrairement à la position du Tribunal Fédéral suisse qui considérait la naturalisation comme un acte administratif. L’acceptation de cette initiative aurait conduit à une révision de l’article 38 de la Constitution de la Suisse au sujet des personnes autorisées à décider dans les communes quels organes pouvaient choisir la décision de naturalisation (à savoir par exemple une assemblée de citoyens, une commission de naturalisation ou un vote). Une décision de naturalisation aurait ainsi été irrémédiable, ce qui aurait en définitive retiré le droit d’appel aux candidats à la naturalisation.

## Contenu
L'initiative propose de modifier l'article 38 de la Constitution fédérale pour soumettre au vote communal la compétence en matière de naturalisation.
Le texte de l'initiative est le suivant :
La Constitution fédérale du 18 avril 1999 est modifiée comme suit :
Art. 38, al. 4 Cst. (nouveau)
1. Le corps électoral de chaque commune arrête dans le règlement communal l'organe qui accorde le droit de cité communal. Les décisions de cet organe sur l'octroi du droit de cité communal sont définitives.

## Déroulement

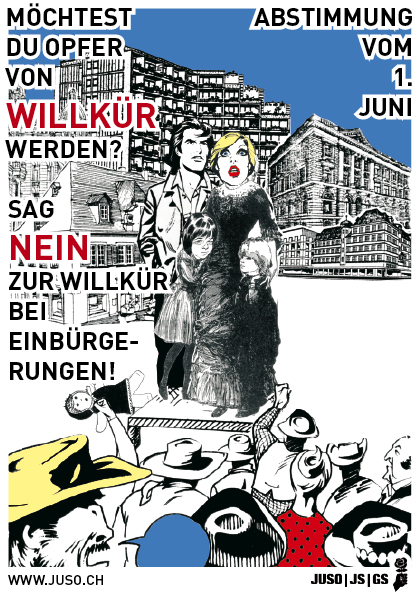
Affiche appelant à refuser l'initiative.

### Contexte historique
En Suisse, le droit de cité communal et cantonal est déterminant pour obtenir la nationalité suisse, la Constitution prévoyant alors l'article 38 que la responsabilité de la naturalisation est du ressort des cantons. À partir de 2003, le Tribunal fédéral rend plusieurs arrêts annulant des tentatives de faire dépendre des demandes de naturalisation par votation, comme en particulier dans le cas de la commune d'Emmen ; l'impossibilité de justifier de la décision est invoqué par le tribunal comme principale raison pour interdire cette pratique.
Par cet arrêt, ainsi que par les arrêts suivants allant dans le même sens, le Tribunal fédéral transforme ainsi la décision de naturalisation d'acte politique en procédure régie par les principes de l'État de droit et, par là-même, pouvant faire l'objet d'un recours et devant être justifié. Cette prise de décision entraîne, dans les années suivantes, le dépôt de trois interventions parlementaires, de trois initiatives cantonales, ainsi que de cette initiative populaire. C'est particulièrement contre l'obligation de motiver les décisions et l'inscription du droit de recours dans la loi que se prononcent les initiants pour qui « les décisions concernant les procédures de naturalisation ont toujours été prises démocratiquement en Suisse ».

### Récolte des signatures et dépôt de l'initiative
La récolte des 100 000 signatures nécessaires a débuté le 18 mai 2004. Le 9 novembre de l'année suivante, l'initiative a été déposée à la chancellerie fédérale qui l'a déclarée valide le 9 janvier 2006.

### Discussions et recommandations des autorités
Le parlement et le Conseil fédéral ont recommandé le rejet de cette initiative. Dans son message aux Chambres fédérales, le gouvernement avance comme principaux argument le fait que l'initiative « vise à enfreindre les principes de l'État de droit » tout en restreignant les compétences cantonales « en accordant aux communes une autonomie absolue ».
Les recommandations de vote des partis politiques sont les suivantes : 
| Parti politique              | Recommandation |
| ---------------------------- | -------------- |
| Parti chrétien-social        | non            |
| Parti démocrate-chrétien     | non            |
| Parti évangélique            | non            |
| Parti libéral                | non            |
| Parti radical-démocratique   | non            |
| Parti socialiste             | non            |
| Vert'libéraux                | non            |
| Union démocratique du centre | oui            |
| Union démocratique fédérale  | oui            |
| Les Verts                    | non            |

### Votation
Soumise à la votation le 1er juin 2008, l'initiative est refusée par 19 6/2 cantons (soit tous à l'exception du canton de Schwytz) et par 63,8 % des suffrages exprimés. Le tableau ci-dessous détaille les résultats par cantons :